# Metalectra didyma
Metalectra didyma är en fjärilsart som beskrevs av Dyar 1914. Metalectra didyma ingår i släktet Metalectra och familjen nattflyn. Inga underarter finns listade i Catalogue of Life.